# 日本大学芸術学部・大学院芸術学研究科
- 日本大学藝術学部
- 日本大学芸術学部

日本大学藝術学部（常用漢字: 日本大学芸術学部、にほんだいがく げいじゅつがくぶ、英語: Nihon University College of Art）は、東京都練馬区にキャンパスを置く日本大学の学部である。また、日本大学大学院芸術学研究科（にほんだいがくだいがくいん げいじゅつがくけんきゅうか）は、同学部の大学院研究科である。略称は、日藝（常用漢字: 日芸、にちげい）。
写真、映画、美術、音楽、文芸、演劇、放送、デザインの8学科・12コース・29専攻および、文芸学、映像芸術、造形芸術、音楽芸術、舞台芸術の大学院博士前期課程5専攻、芸術全分野の大学院博士後期課程1専攻を設置する。
東京五美大（多摩美術大学、武蔵野美術大学、東京造形大学、女子美術大学、日本大学藝術学部）の一つである。

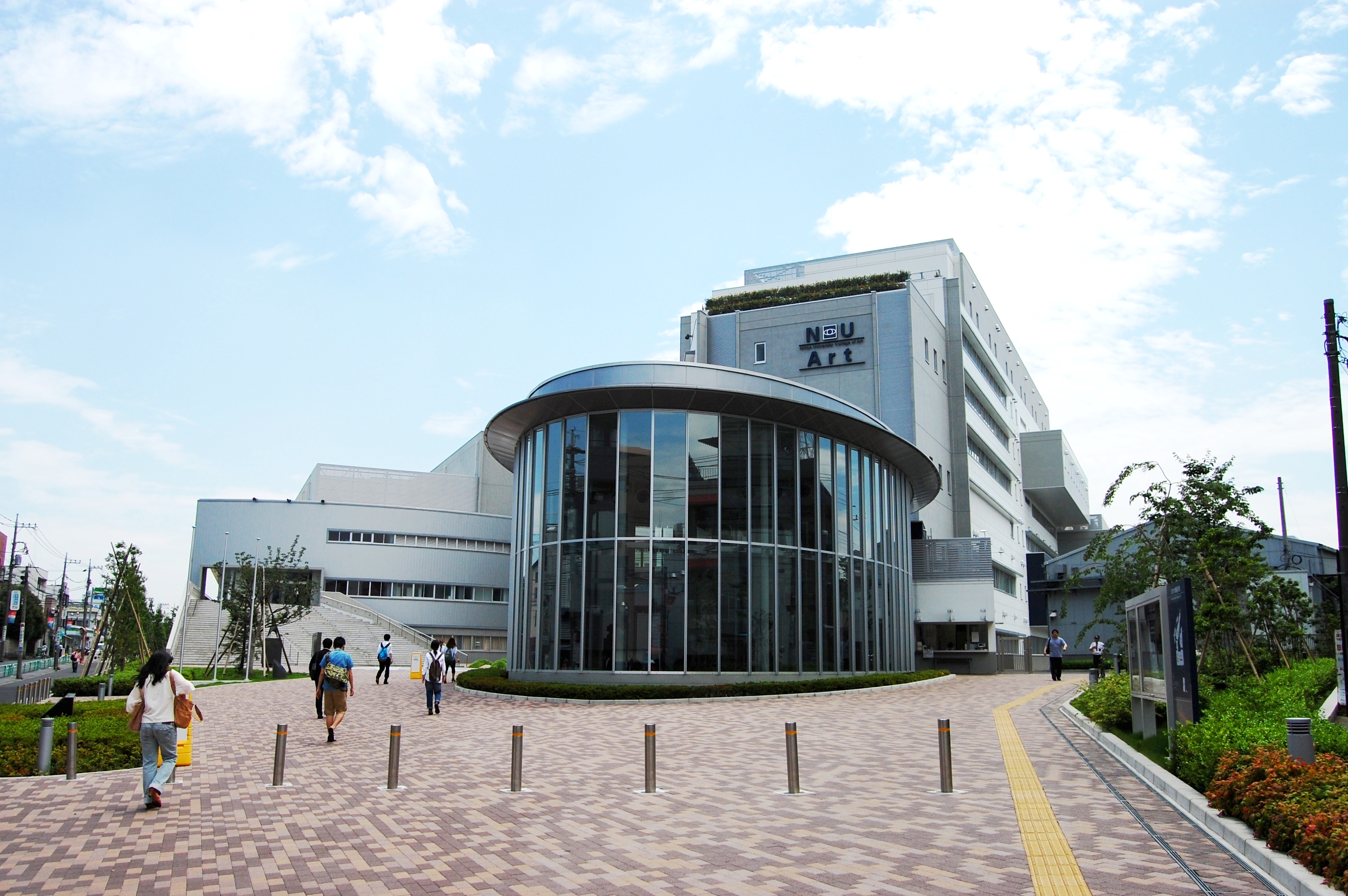
江古田キャンパス（旭丘）

## 概要
日本大学芸術学部は、1921年（大正10年）に誕生した日本大学法文学部美学科を起源とする。1933年に法文学部文学科芸術学専攻および専門部文科文学芸術専攻を日本大学芸術学園と称し、1939年（昭和14年）には現在の江古田キャンパスの場所に移転する。
学科数や生徒数の増加により1989年から所沢校舎を開設し2つの拠点を有していたが、江古田キャンパス再整備によって、2019年に全学年の教育を江古田キャンパスに戻した。江古田校舎には芸術資料館と芸術研究所が付設されている。また、芸術学部の厚生施設として、房総半島の海岸に館山セミナーハウスが設けられている。

### 学風および特色

#### 新入生歓迎行事（春祭）
新入生歓迎会として、上級生により毎年5月に開催されていた行事。
パフォーマンスやライブ、作品の展示などが披露されていたが、2019年4月（平成31年）から全学年江古田キャンパス修学に伴い開催されなくなった。

#### プロジェクト
日藝アートプロジェクト (NAP) として、「総合的な文化・情報の学科横断的な研究・教育・創作活動の成果を学外との連携を図りつつ、学内外に広く発信すること」を掲げた芸術学部の事業で、専任教員の指導の下、学部生・院生が参加し演劇の上演や博物館の企画などが行われている。

#### 日芸祭
文化の日を含む3日間に芸術学部全学科協力の元、学生を中心としたイベントとして大学祭が開催されている（芸術祭も参照）。

##### 江古田カレッジトライアングル
練馬区江古田駅周辺の3大学（日本大学芸術学部・武蔵大学・武蔵野音楽大学）と練馬区が協力し、各大学学園祭時に様々な合同企画「江古田カレッジトライアングル」を行っている。

#### 卒展
毎年、卒業制作として卒業展示会が開かれている。

#### その他
日本大学の一学部ではあるが他学部との交流はほぼ皆無で、所属や出身を「日大」より「日芸（日藝）」と意識している学生・卒業生が多いと言われている。2018年（平成30年）に発生した日本大学フェニックス反則タックル問題の際、日本大学芸術学部は 
と発信し、AERA dot.で教育ジャーナリストの小林哲夫は「他の学部とは一緒にしてほしくない、というプライドを感じさせる。日芸の思想である」と評価した。また、日本大学芸術学部は毎年、多摩美術大学、武蔵野美術大学、東京造形大学、女子美術大学と共に東京五美術大学連合卒業・修了制作展を共催している。

## 教育および研究

### 学科・コース
| - 写真学科 - 映画学科 - 映像表現・理論（映像・脚本・理論評論）コース - 監督コース - 撮影・録音コース - 演技コース - 美術学科 - 絵画（油画・版画）コース - 彫刻コース - 音楽学科 - 作曲・理論コース - 音楽教育コース - 声楽コース - ピアノコース - 弦・管打楽コース - 情報音楽コース | - 文芸学科 - 演劇学科 - 舞台構想コース - 演技コース - 舞台美術コース - 舞踊コース - 放送学科 - テレビ制作専攻 - ラジオ制作専攻 - 映像技術専攻 - 音響技術専攻 - CM専攻 - デザイン学科 |

### 大学院（芸術学研究科）
- 博士前期課程
  - 文芸学専攻（文芸）
  - 映像芸術専攻（写真・映画・放送）
  - 造形芸術専攻（美術・デザイン）
  - 音楽芸術専攻（音楽）
  - 舞台芸術専攻（演劇）
- 博士後期課程
  - 芸術専攻

## 沿革

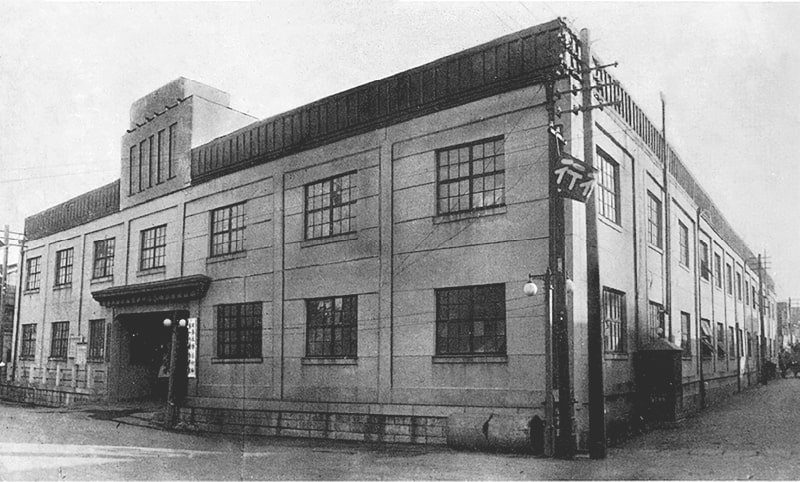
日本大学芸術学園
（本郷金助町）

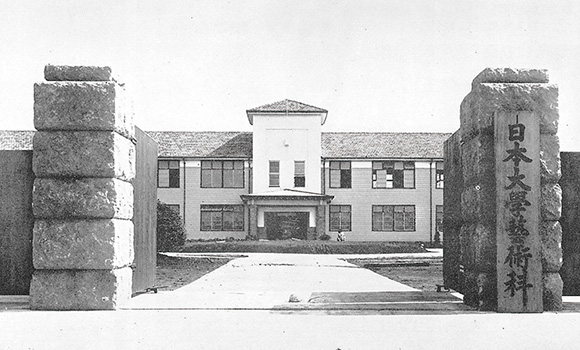
江古田校舎（1939年）

- 1921年（大正10年） - 日本大学法文学部内に美学科を設置。
- 1924年（大正13年） - 法文学部美学科を文学科と改め、同科に文学芸術専攻を設置（2月）。また、専門部文科に文学芸術専攻を設置（3月）[10]。
- 1926年（大正15年） - 法文学部文学科文学芸術専攻を文学科外国文学芸術専攻と改称。
- 1927年（昭和2年） - 法文学部文学科外国文学芸術専攻を英文学専攻と芸術学専攻に分離。
- 1929年（昭和4年） - 専門部文科文学芸術専攻を文芸・演劇・映画・美術・音楽の5専攻とした。
- 1933年（昭和8年） - 法文学部文学科芸術学専攻と専門部文科文学芸術専攻が本郷金助町に移転し、日本大学芸術学園と称した[11]。
- 1934年（昭和9年） - 松原寛が芸術学園科長に任命される[11]。
- 1937年（昭和12年） - 法文学部文学科芸術学専攻を法文学部芸術学科（文芸学・演劇美学・映画美学・美術史・音楽美学専攻）とし、専門部文科の文学芸術専攻を専門部芸術科（創作・演劇・映画・美術・音楽専攻）とした。
- 1939年（昭和14年） - 芸術学園が江古田校舎に移転。専門部芸術科を創作・演劇・映画・美術・音楽・商工美術・写真・宣伝芸術の8専攻科に増設。
- 1943年（昭和18年） - 戦局の悪化による当局の美術科・創作科の廃止要請に対し専攻科を縮小。以後終戦まで専攻科は改変を繰り返す。
- 1944年（昭和19年） - 専門部芸術科の学生募集を停止し、専門部工科（板橋工科、写真工業科・映画工業科）に転換。
- 1946年（昭和21年） - 専門部芸術科復活。
- 1949年（昭和24年） - 新制学部に移行、芸術学部となり、写真・映画・美術・音楽・文芸の5学科体制で発足。
- 1950年（昭和25年） - 演劇学科増設。芸術学部内に日本大学江古田高等学校開校。
- 1958年（昭和33年） - 短期大学部の中に放送科を設置。
- 1960年（昭和35年） - 放送学科増設。
- 1969年（昭和44年） - 芸術学部芸術研究所設置。
- 1976年（昭和51年） - 日本大学江古田高等学校（昭和51年2月）廃止。
- 1988年（昭和63年） - 埼玉県所沢市に新校舎の建設開始。
- 1989年（平成元年） - 所沢校舎開校。
- 1993年（平成5年） - 大学院芸術学研究科（修士課程）に4専攻（映像芸術専攻・造形芸術専攻・音楽芸術専攻・舞台芸術専攻）を増設。
- 1994年（平成6年） - 江古田校舎敷地内に芸術学部芸術資料館を設置。
- 1995年（平成7年） - 大学院芸術学研究科博士後期課程（芸術専攻）増設。
- 1996年（平成8年） - 美術学科からデザインコースが独立、デザイン学科となり現在の8学科となる。
- 2004年（平成16年） - 江古田キャンパス整備事業による新校舎建設工事を開始。所沢校舎にテレビスタジオ棟・美術棟・文芸棟・デザイン棟が竣工。
- 2010年（平成22年） - 江古田キャンパス整備事業が終了し、江古田キャンパス新校舎修祓式を挙行。
- 2011年（平成23年） - 創設90周年記念式典を挙行。
- 2016年（平成28年） - 第3回アジア大学生映画祭が江古田校舎にて開催された。
- 2019年（平成31年） - 全学年江古田キャンパス修学化に伴い、所沢キャンパスの使用を2月をもって終了。

## キャンパス・旧キャンパス

### 江古田キャンパス
- 所在地
  - 東京都練馬区旭丘2-42-1
- 交通アクセス
  -  西武池袋線 江古田駅徒歩1分
  - 都営地下鉄  大江戸線 新江古田駅徒歩12分
  -  西武有楽町線・東京メトロ  有楽町線・ 副都心線 小竹向原駅徒歩13分

### 所沢キャンパス（現在は閉校）
- 所在地
  - 埼玉県所沢市中富南4-21
- 交通アクセス
  - 西武新宿線 航空公園駅よりバス15分
  - JR武蔵野線 東所沢駅よりバス15分
- 閉校後の利用状況
  - グラウンド - 目黒日本大学高等学校の硬式野球部が火～金(20時まで)・土(19時まで) で利用
  - 図書館(所沢書庫) - 蔵書は江古田キャンパスへ取り寄せ対応の為、直接来館での利用は出来ない

## 在籍者

### 日藝賞
日藝賞は2006年に創設され、「著しく日藝の名声を高め、その業績が社会に貢献し、芸術を志す学生に夢を与える人物」を受賞対象にしている。中退者も含め、かつて日藝に在籍していたことのある人すべてを対象とし、活躍分野は問わない。候補者は、在学生、専任教職員、校友会役員の投票で選ばれ、日藝賞選考委員会によって受賞者を選出している。授賞式は受賞翌年の芸術学部入学歓迎式の中で行われ、賞状と名前が刻まれたトロフィーが贈られる。

### 歴代受賞者
| - 第1回 - 三谷幸喜（脚本家） - 佐藤隆太（俳優） - 第2回 - 爆笑問題（お笑いコンビ） - 大石芳野（写真家） - 第3回 - 宮藤官九郎（脚本家） - 真田広之（俳優） - 第4回 - 市川團十郎（歌舞伎役者） - 宮嶋茂樹（写真家） - 第5回 - 林真理子（小説家） - 青山剛昌（漫画家） - 第6回 - 松井龍哉（デザイナー） - 船越英一郎（俳優） - 第7回 - よしもとばなな（小説家） - 森田公一（作曲家） - 第8回 - 松崎しげる（歌手） - 坂田栄一郎（写真家） - 第9回 - 荒井良二（イラストレーター） - 中園ミホ（脚本家） - 第10回 - 中村獅童（俳優） - 池松壮亮（俳優） | - 第11回 - 三宅由佳莉（ソプラノ歌手） - 小山薫堂（放送作家） - 第12回 - 片渕須直（アニメーション映画監督） - 第13回 - 小野大輔（声優） - 第14回 - 本郷奏多（俳優） - 第15回 - 黒島結菜（俳優） - 第16回 - 中村至男（グラフィックデザイナー) - 第17回 - 藤井道人（映画監督) - 第18回 - Vaundy（マルチアーティスト) - 第19回 - 吉田恵里香（脚本家） |

### 写真学科
- 有安杏果 - 元アイドル（ももいろクローバーZ）
- 飯沢耕太郎 - 写真評論家
- 一ノ瀬泰造 - 写真家
- 岩田華怜 - 女優
- 大石芳野 - 写真家
- 大塚寧々 - 女優
- 小川重雄 - 建築写真家
- 加藤一華 - YouTuber
- 金村美玖 - アイドル(日向坂46)
- 川口俊介 - NHKのテレビプロデューサー
- 岸田タツヤ - 俳優
- 熊切圭介 - 写真家
- 黒島結菜 - 俳優
- 小林稔 - 自動車写真家
- 五味彬 - 写真家
- 齋藤康一 - 写真家
- 坂田栄一郎 - 写真家
- 櫻井寛 - 鉄道写真家
- 佐藤秀明 - 写真家
- 沢渡朔 - 写真家
- 篠山紀信 - 写真家
- 清水隆行 - 写真家
- 白井ゆかり - ウェザーニュースLiVE 気象キャスター
- 白川義員 - 写真家
- 杉山宣嗣 - 写真家
- 鈴木智彦 - ジャーナリスト
- 妹尾三郎 - 写真家
- 高梨豊 - 写真家
- 高本学 - 俳優
- 瀧波ユカリ - 漫画家
- 田中長徳 - 写真家・カメラ評論家
- 並河萬里 - 写真家
- 野上透 - 写真家
- 野口里佳 - 写真家
- 平間至 - 写真家
- 深瀬昌久 - 写真家
- 本郷奏多 - 俳優
- ホンマタカシ - 写真家
- 松本徳彦 - 写真家
- 水島裕 - 声優
- 三留理男 - 報道カメラマン
- 宮澤正明 - 写真家
- 宮嶋茂樹 - 報道カメラマン
- 宮本敬文 - 写真家
- 安村崇 - 写真家
- 横須賀功光 - 写真家

### 映画学科
- 芥川保志 - 映画プロデューサー
- 石井岳龍（改名前は石井聰亙） - 映画監督
- 石原興 - 映画監督
- 岩崎太整 - ミュージシャン、作曲家
- 小沼勝 - 映画監督
- 小林恒夫 - 映画監督
- 小林義明 - 映画監督
- 関喜誉仁 - 映画監督
- 船原長生 - 映画監督
- 古厩智之 - 映画監督
- 倉田準二 - 映画監督
- 羽住英一郎 - 映画監督
- 沖田修一 - 映画監督
- 松岡錠司 - 映画監督
- 田代廣孝 - 映画監督
- 長崎俊一 - 映画監督
- 金井勝 - 映画監督
- 神山征二郎 - 映画監督
- 西河克己 - 映画監督
- 東條昭平 - 映画監督
- 手塚昌明 - 映画監督
- 蔵原惟繕 - 映画監督
- 本多猪四郎 - 映画監督
- 笹木恵水 - 映画監督
- 松林宗恵 - 映画監督
- 足立正生 - 映画監督、政治活動家
- 坂本太郎 - テレビドラマ監督
- 山田典吾 - 映画監督、映画プロデューサー
- 山本晋也 - 映画監督
- 吉岡敏朗 - 映画監督
- 冨永昌敬 - 映画監督
- 入江悠 - 映画監督
- 春本雄二郎 - 映画監督
- 藤井道人 - 映画監督
- 柴崎幸三 - 撮影監督
- 阪本善尚 - 撮影監督
- 今村圭佑 - 撮影監督
- 笠松則通 - 撮影監督
- 篠田昇 - 撮影監督
- 片渕須直 - アニメーション監督、脚本家
- 佐藤順一 - アニメーション監督
- 石黒昇 - アニメーション監督
- 設楽博 - アニメーション監督
- 池田宏 - アニメーション監督
- 高木淳 - アニメーション監督
- 谷田部勝義 - アニメーション監督
- 富野由悠季 - アニメーション監督、作家
- 山本裕介 - アニメーション監督
- 宮地昌幸 - アニメーション演出家
- 塚本連平 - 演出家、映画監督
- 桜塚やっくん - お笑い芸人
- いとう斗士八 - 脚本家
- 伴一彦 - 脚本家
- 市川森一 - 脚本家
- 長谷川圭一 - 脚本家
- 小林雄次 - 脚本家
- 三村渉 - 脚本家
- 石森史郎 - 脚本家
- 金子ありさ - 脚本家
- 乃木坂太郎 - 漫画家
- 青木研次 - 脚本家
- 安達瑶 - （映画助監督・脚本家を経て）小説家
- 雨森雅司 - 声優
- 安藤雅司 - スタジオジブリ作画監督
- 飯島多紀哉 - ゲームクリエイター
- 池松壮亮 - 俳優
- 伊澤彩織 - 俳優
- 石橋蓮司 - 俳優
- 石丸謙二郎 - 俳優
- 井之脇海 - 俳優
- 上田万由子 - TOKYO FMアナウンサー
- 牛窪恵 - マーケティング評論家（有限会社インフィニティ・代表取締役）
- 宇野愛海 - 女優
- 大原櫻子 - 女優・歌手
- 奥野瑛太 - 俳優
- 大和田健介 - 俳優
- 大和田美帆 - 女優
- 岡本玲 - 女優
- 小口絵理子 - ニッポン放送アナウンサー
- 小高和剛 - ゲームクリエイター
- 梶原岳人 - 声優
- 勝部義夫 - 俳優
- 河角直樹 - テレビプロデューサー、東海テレビ所属
- 川部修詩 - 俳優、映画評論家（前身の法文学部芸術学科映画美学専攻卒業）
- 元祖爆笑王 - 放送作家、演芸作家
- 菊原共基 - 放送作家
- 北瀬佳範 - ゲームプロデューサー
- 小磯勝弥 - 俳優
- 木暮実千代 - 女優
- 小林桂樹 - 俳優
- 小林俊一 - 演出家
- ゴリ - お笑い芸人、映画監督
- 斉藤友和 - 映像作家
- 佐伯泰英 - 小説家
- 佐伯亮 - 俳優
- 笹野高史 - 俳優
- 皐月彩 - 脚本家
- 佐藤隆太 - 俳優
- 真田広之 - 俳優
- 茂野雅道 - 作曲家、映像作家
- 清水みさと - 女優、タレント
- 宗田理 - 小説家（ライトノベル）
- 高木公佑 - 俳優
- 竹内浩三 - 詩人
- 田島荘三 - 音響監督
- 田野聖子 - 女優
- 丹下健三 - 建築家
- 蔡瀾 - 映画製作者、コラムニスト、作家、美食家
- 手塚眞 - 映像作家
- 毒蝮三太夫 - 俳優・レポーター
- 灯敦生 - 脚本家・女優
- 内藤剛志 - 俳優
- 永井秀和 - 俳優、歌手
- 中尾衣里 - 声優
- 西村和彦 - 俳優
- 西村晃 - 俳優
- 沼田曜一 - 俳優
- 野沢尚 - 推理作家、脚本家
- 橋爪淳 - 俳優
- 蓮見翔 - 脚本家、演出家(ダウ90000)
- 林瑠奈 - アイドル(乃木坂46)
- 原田健二 - 俳優
- ハント敬士 - 俳優
- 久永れいは - 女優
- 福田卓郎 - 脚本家、演出家
- 渕崎ゆり子 - 声優、舞台女優
- 船越英一郎 - 俳優
- ホームランなみち - タレント
- 堀部徹 - 映画プロデューサー
- 松川尚瑠輝 - 俳優
- 美樹克彦 - 音楽プロデューサー
- 三木のり平 - 俳優、演出家、コメディアン
- 水上京香 - 女優
- 水瀬葵 - グラビアアイドル
- 三波伸介 (初代) - コメディアン、俳優、司会、タレント
- 宮本正樹 - 映画監督
- 森山周一郎 - 俳優・声優・ナレーター
- 矢野宣 - 俳優
- 山口まゆ - 女優
- 山本順也 - 漫画編集者
- 山守文雄 - テレビプロデューサー、作家、漫画原作者
- 結 - 女優・ファッションモデル
- 横田正夫 - 心理学者、日本心理学会理事長
- 吉田啓介 - 音響監督
- 吉谷彩子 - 女優
- 竜雷太 - 俳優

### 美術学科
- 青山剛昌 - 漫画家
- 有地好登 - 版画家
- 石井義人 - 美術家
- 中村宏 - 画家
- 西村元三朗 - 洋画家
- 杉浦日向子 - 漫画家
- 三浦建太郎 - 漫画家
- 森恒二 - 漫画家
- 比古地朔弥 - 漫画家
- 宮西達也 - 絵本作家
- 武田美穂 - 絵本作家
- 安西水丸 - イラストレーター
- 長野剛 - イラストレーター
- 雨宮敬子 - 彫刻家
- 鞍掛純一 - 彫刻家
- 岡孝博 - 彫刻家
- 大成哲 - 彫刻家
- 内山翔二郎 - 彫刻家
- 塚本晋也 - 映画監督、俳優
- 柳家わさび - 落語家
- 黒部三奈 - 総合格闘家
- 綱島理友 - コラムニスト
- 小林昭二 - 俳優
- 福冨芳美 - ファッションデザイナー、教育者

### 音楽学科
- 菊池俊輔 - 作曲家
- 小川類 - 作曲家
- 大谷幸 - 作曲家
- 江崎健次郎 - 作曲家
- 森田公一 - 作曲家
- 上野耕路 - 作曲家
- 荒木とよひさ - 作曲家
- 羽岡佳 - 作曲家
- 崎谷健次郎 - シンガー、作曲家
- 小杉保夫 - 作曲家、歌手
- 中村照夫 - ジャズ・ベーシスト
- 大沢健 - 声楽家
- 西村ヒロチョ - お笑い芸人
- 深沢敦 - 声楽家、タレント
- 湯浅篤 - 編曲家
- 野崎良太 - Jazztronik
- MAKOTO - DJ・作曲家
- 伊東たけし - サックス奏者 (T-SQUARE)
- 宮城マリオ - エアギタリスト
- 三宅由佳莉 - ソプラノ歌手（海上自衛隊音楽隊所属）
- 松澤千晶 - フリーアナウンサー
- 大和田仁美 - 声優
- まとばゆう - お笑いタレント・作曲家・ピアニスト
- 山口めろん - アイドル
- 井上大輔 - ミュージシャン、作曲家
- 猪俣公章 - 作曲家、作詞家
- 久米大作 - キーボーディスト、作曲家、編曲家、音楽プロデューサー
- 佐良直美 - 歌手・タレント・女優・作曲家
- 根本要 - シンガーソングライター、スターダストレビューのボーカル・ギター
- 百瀬喬 - 音楽評論家
- 角舘健悟 - ミュージシャン（Yogee New Waves）
- 幾田りら - シンガーソングライター・音楽ユニットYOASOBIのボーカル（ikura名義）

### 文芸学科
- 青木敬士 - 文筆家、日本大学芸術学部文芸学科教授
- 新井敏記 - 編集者（『SWITCH』元編集長）
- 池田みち子 - 小説家
- 石井光太 - ノンフィクション作家
- 歌広場淳 - ミュージシャン（ゴールデンボンバー）
- 大井洋一 - 放送作家、脚本家、格闘家
- 大内ライダー - ミュージシャン（太平洋不知火楽団、科楽特奏隊。ex.夏の魔物）
- 大鶴義丹 - 俳優、小説家
- 奥山貴宏 - 作家
- ガイガン山崎 - ライター、タレント
- 金達寿 - 小説家
- 桐山徹也 - 小説家
- 古今亭右朝 - 落語家
- 小関順二 - スポーツライター
- 此経啓助 - 宗教学者
- 佐藤弘 - 小説家
- 三遊亭白鳥 - 落語家
- 清水正 - 文芸評論家
- 関井光男 - 文芸評論家
- 高城剛 - 映像作家、ハイパーメディア・クリエイター
- 高杉弾 - 作文家、編集者（自販機本『Jam』『HEAVEN』初代編集長）
- 武邑光裕 - 札幌市立大学教授
- 塚岡雄太 - 編集者、プロデューサー
- 戸田幸宏 - 漫画原作者、テレビプロデューサー・ディレクター、脚本家、映画監督
- 中島歩 - 俳優
- 人間六度 - 小説家
- 額賀澪 - 小説家
- 羽原大介 - 脚本家
- 浜崎洋介 - 文芸評論家
- 林真理子 - 小説家
- 林幹雄 - 衆議院議員
- 深作欣二 - 映画監督
- 松崎しげる - 歌手
- 松本きょうじ - 俳優、演出家、劇作家
- 水口哲也 - ゲームクリエイター
- 宮脇学 - 舞台監督
- 群ようこ - 小説家
- 八切止夫 - 小説家
- 柳家東三楼 - 落語家
- 山崎匡佑 - 漫画家
- 山崎春美 - 編集者、ライター、ミュージシャン（ガセネタ／TACO）
- 吉田恵里香 - 脚本家
- よしもとばなな - 小説家
- 李闘士男 - テレビディレクター、映画監督

### 演劇学科
- 相沢恵子 - 声優
- 蒼井優 - 女優
- 浅利香津代 - 女優
- 荒井修子 - 脚本家
- 荒井遼 - 演出家
- 飯塚昭三[13] - 声優
- 飯野おさみ - 俳優
- 石澤智幸（トモ）（テツandトモ） - お笑い芸人
- 石田彰 - 声優
- 石橋雅史 - 俳優
- 石橋祐 - 俳優
- 石丸謙二郎 - 俳優
- 板橋駿谷 - 俳優、ラッパー
- 市川團十郎 - 歌舞伎役者
- 三代目 市川箱登羅 - 歌舞伎役者
- 出光ケイ - スポーツキャスター
- 伊藤俊人 - 俳優
- 伊藤蘭 - 女優
- 上村典子 - 声優
- 宇野重吉 - 俳優
- 梅原幹 - 日本テレビプロデューサー
- 大澄賢也 - 俳優
- 太田光（爆笑問題） - お笑い芸人
- 大鶴佐助 - 俳優
- 大川透 - 声優
- 大原和彦 - 俳優
- 大和田健介 - 俳優
- 岡本蛍 - 脚本家
- 小田果林 - 声優
- 小野登志子 - 前静岡県伊豆の国市長
- 小原正子 - お笑い芸人
- 桂木梨江 - 女優
- 加納幸和 - 俳優、劇作家、脚本家、演出家
- 加茂美穂子 - 女優
- 川合稔 - 元レーシングドライバー（小川ローザの元夫）
- 河合優実 - 女優
- 川口雅代 - 女優、シンガーソングライター、フリージャーナリスト、リポーター
- 川原和久 - 俳優
- 神田正輝 - 俳優
- 菊池准 - 演出家
- 木地雅映子 - 青春小説家
- きだつよし - 脚本家、劇作家、演出家、俳優
- 木原実 - 気象予報士
- 串田和美 - 俳優、演出家
- 倉田保昭 - 俳優
- 倉知淳 - 推理小説家
- ケーシー高峰（門脇貞男）- コメディアン、俳優
- 小林清志 - 声優
- 小森谷徹 - 新聞マエストロ、キャスター
- 是永大輔 - アルビレックス新潟元社長
- 篠井英介 - 俳優
- 佐藤玲 - 女優
- 佐野浅夫 - 俳優
- 三遊亭圓輔 - 落語家
- 塩沢兼人 - 声優
- 志垣太郎 - 俳優
- 宍戸錠 - 俳優
- 柴田侊彦 - 俳優
- 趣里 - 女優
- 白鳥久美子 - お笑い芸人
- 白羽弥仁 - 映画監督
- 須藤まゆみ - 歌手、作詞家
- 砂塚秀夫 - 俳優
- 高桑昌彦 - 実業家
- 高月忠 - 俳優
- 高野あゆ美 - 女優、リポーター
- 高野水登 - 脚本家
- 高橋英樹 - 俳優
- 高畑こと美 - 女優
- 竹内順子 - 声優
- 田島令子 - 女優
- たてかべ和也 - 声優
- 立川志らく - 落語家
- 田中哲司 - 俳優
- 田中裕二（爆笑問題） -お笑い芸人
- 玉置いづみ - 演出家、女優
- 富田祐弘 - 脚本家
- 冨永みーな - 声優
- 富山敬 - 声優
- 中島葵 - 女優
- 長浜忠夫 - アニメ監督、脚本家、作詞家
- 中村獅童（小川幹弘）- 歌舞伎役者
- 中村れい子 - 女優
- 中本哲也（テツ）（テツandトモ） -お笑い芸人
- 西崎義展 - プロデューサー、アニメーション監督
- 西田大輔 - 劇作家、脚本家、演出家
- 萩原朔美 - 映像作家
- 浜田光夫 - 俳優
- 早坂暁 - 脚本家
- 早野凡平 - ボードビリアン
- 半海一晃 - 俳優
- 潘恵子[14] - 声優、俳優
- 潘めぐみ - 声優、女優
- 氷青 - 声優
- 平光琢也 - 俳優、演出家
- 広川太一郎 - 声優
- 藤井大介 - 演出家
- 藤竜也- 俳優
- ブリドカットセーラ恵美 - 声優
- 古川登志夫 - 声優
- 前田清実 - 舞踊家、振付家
- 松田かほり - 女優
- 松村達雄 - 俳優
- 松本都 - プロレスラー、女優
- 見上愛 - 女優
- 三谷幸喜 - 脚本家
- 宮地雅子 - 女優
- 宮本裕子 - 女優
- 本仮屋ユイカ - 女優
- 森田順平 - 俳優
- 柳沢三千代 - 声優
- 山上兄弟 - イリュージョニスト
- 山田和也 - 演出家
- 山田寛人 - 声優、俳優
- 山野史人 - 俳優、声優
- 山本雅俊 - リングアナウンサー
- らりるRIE - ものまねタレント
- 李丹 - 女優
- 和久井節緒 - 声優
- 渡辺菜生子 - 声優
- 綿引勝彦 - 俳優

### 放送学科
- 宮藤官九郎 - 脚本家、俳優
- 中田有紀 - フリーアナウンサー
- 梅田淳 - フリーアナウンサー
- 佐瀬寿一 - 作曲家
- 五味一男 - 日本テレビ執行役員
- 菅賢治 - 日本テレビチーフプロデューサー
- 石田弘 - フジテレビエグゼクティブプロデューサー
- 倉田大誠 - フジテレビアナウンサー
- 桜庭亮平 - フジテレビアナウンサー
- 塚越孝 - フジテレビアナウンサー
- 中井美穂 - フリーアナウンサー
- 近藤サト - 日本大学藝術学部特任教授。フリーアナウンサー
- 高井正憲 - テレビ朝日番組審査室長
- 松原宏樹 - 朝日放送アナウンサー
- 喜多ゆかり - 朝日放送アナウンサー
- 升田尚宏 - TBSアナウンサー
- 馬野雅行 - 毎日放送アナウンサー
- 森中慎也 - 日本大学藝術学部教授。元・札幌テレビアナウンサー
- 林妙 - テレビ新潟アナウンサー
- 小林あずさ - 青森放送アナウンサー、タレント
- 仁多田まゆみ - 西日本放送アナウンサー
- 宮田佳代子 - ニュースキャスター
- 長谷川太 - 文化放送アナウンサー
- 中西沙綾 - 鹿児島読売テレビアナウンサー
- 石井力 - 千葉テレビ放送アナウンサー
- 三上公也 - ラジオ関西アナウンサー
- 福田浩一 - テレビ熊本アナウンサー
- 小島一慶 - フリーアナウンサー
- 竹内こまえ - フリーアナウンサー
- 平山秀幸 - 映画監督（「学校の怪談」）
- 森田芳光 - 映画監督
- 八鍬新之介 - アニメーション監督
- 若松節朗 - 共同テレビ役員待遇ゼネラルディレクター
- 君塚良一 - 脚本家
- 中園ミホ - 脚本家
- 小山薫堂 - 放送作家
- 高田文夫 - 放送作家
- 元祖爆笑王 - 放送作家
- 家田荘子 - ノンフィクション作家
- 森本レオ - 俳優、ナレーター
- 小野大輔 - 声優
- 加良まゆみ - 声優
- 小杉十郎太 - 声優
- 小森まなみ - エッセイスト、元ラジオパーソナリティおよび声優
- マイク眞木 - 歌手
- 山崎隆明 - CMプランナー
- おおたうに - イラストレーター
- 日高富明 - ミュージシャン。ガロのギタリスト兼ボーカリスト
- 坂本佳栄子 - キャスティングディレクター、バングズーム! エンタテイメント副社長
- 佐々倉有吾 - 作曲家
- 志村明 - サウンドデザイナー
- 江口信夫 - ドラマー
- 柴田直人 - ミュージシャン、ベーシスト、ソングライター。
- 笠原邦彦 - 折り紙作家
- 春風亭一之輔 - 落語家
- 神田阿久鯉 - 講談師
- 神田京子 - 講談師
- 佐々木亮介 - ミュージシャン（a flood of circle）
- ふるやいなや - お笑いタレント（スーパーニュウニュウ）
- 小出真朱 - 漫画家、実業家
- たかのてるこ - エッセイスト、プロデューサー
- 高橋比奈子 - 前衆議院議員、文部科学副大臣、アナウンサー
- 和嶋未希 - 元衆議院議員、元山形県議会議員
- 酒井庸行 - 参議院議員、元愛知県議会議員
- 石巻ゆうすけ - 関西テレビアナウンサー
- 白沢みき - アナウンサー
- よこざわけい子 - 声優、女優、ナレーター
- 六川正彦 - ベーシスト
- 諸橋健一 - ムービーテレビジョン創設者。
- よのひかり - 声優、ナレーター
- 金子正男 - メディアプロデューサー
- 高城元 - 芸人、YouTuber

### デザイン学科（旧美術学科デザインコース）
- 秋山具義 - アートディレクター
- 綱島理友 - コラムニスト
- 荒井良二 - 絵本作家
- 荒知幾 - 建築家・インテリアデザイナー
- 生沢徹 - 実業家・元レーシングドライバー
- 上野紀子 - 絵本作家、画家
- 詩羽 (水曜日のカンパネルラ) - ミュージシャン
- 大倉第（森々れもん） - 児童漫画家・イラストレーター
- 大津綾香 - 政治活動家、元タレント
- 小川晋一 - 建築家
- 尾前喜八郎 - 陶芸家
- 片岡哲 - プロダクトデザイナー
- 金子國義 - 画家
- 曽田正人 - 漫画家
- 園勲夫 - 日産・カーデザイナー
- 土屋公雄 - 環境彫刻家
- 中井幸一 - アートディレクター・広告評論家
- 中村至男 - アートディレクター
- 西尾有未 - デザイナー・アートディレクター。「にしこくん」の生みの親
- 原口典之 - 美術家
- パラダイス山元 - ミュージシャン
- 本田博俊 - 元実業家 本田宗一郎の長男
- 松井龍哉 - ロボットデザイナー
- 松尾レミ - ミュージシャン
- 横河健 - 建築家
- Vaundy - ミュージシャン

### 芸術学研究科
- 石井裕也 - 映画監督
- 梅津瑞樹 - 俳優
- 春日太一 - 映画史・時代劇研究家
- ソコロワ山下聖美 - 日本近代文学研究者、日本大学教授
- 武村八重子 - ピアニスト・作曲家
- 原田ゆう - 劇作家・脚本家

### その他・不明
- 小神野真弘 - ジャーナリスト、ウェブディレクター、フォトグラファー
- 沢田良 - 衆議院議員
- 十返肇 - 文芸評論家
- 中桐雅夫 - 詩人、翻訳家
- 島田義彦 - 東武百貨店社長
- 萩本友男 - ソニー生命保険社長
- 福田淳 - STARTO ENTERTAINMENT代表取締役CEO